# Casey Biggs
Casey Patrick Biggs (Toledo (Ohio), 4 april 1955) is een Amerikaans acteur.

## Biografie
Biggs werd geboren in Toledo (Ohio) en doorliep daar de high school aan de Central Catholic High School. Tijdens zijn schooltijd besloot hij al om acteur te worden. hij haalde in 1977 zijn bachelor of fine arts aan de Juilliard School in New York.  
Biggs was in het verleden getrouwd met Roxann Dawson, hij is in 2004 weer opnieuw getrouwd.

## Filmografie

### Films
Uitgezonderd korte films.
- 2022 Amsterdam - als Augustus Vandenheuvel
- 2020 Unbelievable!!!!! - als rechercheur Dan Marr
- 2017 Sweet Parents - als Oscar
- 2014 Half Brother - als Robert
- 2012 Othello - als de Duke
- 2011 Too Big to Fail – als Dick Kovacevich
- 2009 InSearchOf – als Dr. Tim Pierson
- 2007 TV Virus – als Jed
- 2002 Dragonfly – als Neil Darrow
- 2001 Just Ask My Children – als Michael Snedeker
- 2000 Ali: An American Hero – als ??
- 2000 Auggie Rose – als Carl
- 1998 Thirst – als burgemeester Harold Warren
- 1997 Two Voices – als Joshua Norton
- 1997 Shadow Conspiracy – als Stokes
- 1996 The Last Chance Detectives: Escape from Fire Lake – als vader
- 1996 Broken Arrow – als Novacek
- 1996 A Promise to Carolyn – als Travis Colton
- 1994 The Last Chance Detectives: Mystery Lights of Navajo Mesa – als vader
- 1994 One Woman's Courage – als Barry Cameron
- 1993 The Pelican Brief – als Eric East
- 1991 Line of Fire: The Morris Dees Story – als Lee
- 1990 Appearances – als Harry Trace
- 1980 Brave New World – als beveiliger Beta Lighthouse
- 1978 Death Drug – als Melvin
- 1978 The Beast Are on the Streets – als Rick
- 1978 The Great Wallendas – als Gene Hallow

### Televisieseries
Uitgezonderd eenmalige gastrollen.
- 2018 General Hospital - als dr. Kurt Lasaris - 2 afl.
- 2012 Shameless – als David – 2 afl.
- 2005 Inconceivable – als Dan Lindstrom – 2 afl.
- 1999 Snoops – als Gary Marlowe – 2 afl.
- 1998-1999 Legacy – als John Turner – 10 afl.
- 1996-1999 Star Trek: Deep Space Nine – als Damar / Dr. Wykoff – 23 afl.
- 1991 Stat – als Dr. Lewis Donger – 2 afl.
- 1990 General Hospital – als Chad Wainwright - ? afl.
- 1989 Matlock – als Ernie D'Amato – 2 afl.
- 1989 Ryan's Hope – als Fenno Moore – 3 afl.
- 1978-1979 Flying High – als Dale – 3 afl.

- Library of Congress Control Number: no2004016658
- MusicBrainz: 61e09c9d-7d6e-4a09-8e4a-96513397c9a3
- Virtual International Authority File: 68635523